# Педди, Джек
Джон Хо́уп Пе́дди (англ. John Hope Peddie; 3 марта 1876, Глазго, Шотландия — 20 октября 1928, Детройт, США), также известный как Джек Педди (англ. Jack Peddie) и Джок Педди (англ. Jock Peddie) — шотландский футболист, нападающий. Наиболее известен по своим выступлениям за английские клубы «Ньюкасл Юнайтед» и «Манчестер Юнайтед».

## Футбольная карьера
Уроженец Глазго, Педди начал карьеру в местном клубе Шотландской юниорской футбольной ассоциации «Benburb». В июне 1895 года стал игроком клуба «Терд Ланарк», где провёл два сезона.
В ноябре 1897 года перешёл в английский клуб «Ньюкасл Юнайтед». Дебютировал за команду 13 ноября 1897 года в матче против «Ньютон Хит». В 1898 году помог команде выйти в высший дивизион. Также в первом раунде Кубка Англии того сезона принял участие в сенсационной победе над «Престоном», забив победный гол в матче. В сезоне 1898/99 Педди забил первые два гола в истории «Ньюкасла» в высшем английском дивизионе (в матче против «Вулверхэмптон Уондерерс», в котором «Ньюкасл» проиграл со счётом 2:4). 24 ноября 1898 года сделал «дубль» в ворота «Сандерленда» на «Рокер Парк» и помог «Ньюкаслу» одержать победу в первом Тайн-Уирском дерби. В целом за пять сезонов в составе «сорок» провёл за команду на позиции центрфорварда 135 матчей, забив 78 голов. Становился лучшим бомбардиром «Ньюкасла» в четырёх сезонах подряд (1897/98, 1898/99, 1899/1900 и 1900/01).
В 1902 году перешёл в «Манчестер Юнайтед», который накануне изменил своё название (ранее клуб назывался «Ньютон Хит»). Дебютировал за команду 6 сентября 1902 года в матче Второго дивизиона против «Гейнсборо Тринити» (это был первый матч в истории клуба «Манчестер Юнайтед» под его текущим названием). Ему понадобилось семь матчей, чтобы забить свой первый гол за клуб: произошло это 1 ноября 1902 года, когда «Манчестер Юнайтед»  разгромил «Аккрингтон Стэнли»  со счётом 7:0. В сезоне 1902/03 он стал лучшим бомбардиром команды, забив 15 мячей (из них 11 —в лиге).
В 1903 году стал игроком клуба «Плимут Аргайл», который только что получил статус профессионального и вступил в Южную лигу и Западную лигу. Забил первые голы в истории «Плимут Аргайл» в Западной лиге (против «Вест Хэм Юнайтед» 1 сентября), в Южной лиге (против «Нортгемптон Таун» 5 сентября), а затем первый гол «Плимута» в Кубке Англии (против «Уайтхедс»). Всего в сезоне 1903/04 провёл за клуб 46 матчей и забил 21 мяч, став лучшим бомбардиром команды.
В 1904 году вернулся в «Манчестер Юнайтед», где сразу же был назначен капитаном. В сезоне 1904/05 провёл 32 матча и забил 17 мячей, став лучшим бомбардиром команды. В сезоне 1905/06 помог команде выйти в Первый дивизион, забив 18 мячей в чемпионате (лучшим бомбардиром стал Джек Пикен, с которым Педди играл в «Плимуте» в сезоне 1903/04).
7 апреля 1906 года Педди вошёл в состав «резервистов» национальной сборной Шотландии на матч домашнего чемпионата Британии против сборной Англии. Однако в основной состав шотландцев на матч попал центрфорвард «Хартс» Алекс Мензис (который в ноябре 1907 года перейдёт в «Манчестер Юнайтед»).
В сезоне 1906/07 провёл за «Манчестер Юнайтед» 16 матчей (с сентября по декабрь) и забил 6 мячей. 26 декабря 1906 года провёл свой последний матч за «Юнайтед»: это была игра против бирмингемского клуба «Астон Вилла». В общей сложности провёл за манчестерскую команду 121 матч и забил 58 голов, в том числе три хет-трика (против «Бертон Юнайтед» 17 декабря 1904 года и дважды против «Лестер Сити», 18 февраля 1905 года и 29 марта 1906 года).
В январе 1907 года вместе с Диком Вумуэллом и Уильямом Йейтсом перешёл в  шотландский клуб «Харт оф Мидлотиан», заплативший за всех троих игроков 600 фунтов. Помог своей новой команде обыграть «Эйрдрионианс» в первом раунде Кубка Шотландии. В том сезоне «Хартс» дошёл до финала Кубка Шотландии, проиграв в нём «Селтику», однако ранее, ещё до полуфинала турнира, Педди  получил серьёзную травму колена, выбыв до конца сезона. В начале сезона 1907/08 вернулся к матчам основного состава, однако колено продолжало его беспокоить, и за два сезона он провёл за команду только 23 матча, в которых забил 5 мячей. В апреле 1908 года, когда в «Хартс» сменился главный тренер, Педди был выставлен на трансфер с выкупной ценой в размере 100 фунтов стерлингов. Несмотря на то, что «Хартс» продолжал владеть правами на Педди до апреля 1911 года, он продолжал играть в футбол на любительском уровне с августа 1908 года, в частности, выступая за шотландский клуб «Тайнкасл». В дальнейшем эмигрировал в США и жил в Дейтройте до момента своей смерти в 1928 году в возрасте 52 лет.

## Достижения
Ньюкасл Юнайтед
- Вице-чемпион Второго дивизиона: 1897/98 (выход в Первый дивизион)

Манчестер Юнайтед
- Вице-чемпион Второго дивизиона: 1905/06 (выход в Первый дивизион)

## Статистика выступлений
| Клуб                   | Сезон            | Лига | Лига | Кубки | Кубки | Прочие | Прочие | Итого | Итого |
| Клуб                   | Сезон            | Игры | Голы | Игры  | Голы  | Игры   | Голы   | Игры  | Голы  |
| ---------------------- | ---------------- | ---- | ---- | ----- | ----- | ------ | ------ | ----- | ----- |
| Терд Ланарк            | 1895/96          | 17   | 8    | 4     | 5     | 0      | 0      | 21    | 13    |
| Терд Ланарк            | 1896/97          | 17   | 4    | 3     | 4     | 0      | 0      | 20    | 8     |
| Терд Ланарк            | 1897/98          | 5    | 0    | 0     | 0     | 0      | 0      | 5     | 0     |
| Терд Ланарк            | Итого            | 39   | 12   | 7     | 9     | 0      | 0      | 46    | 21    |
| Ньюкасл Юнайтед        | 1897/98          | 20   | 17   | 3     | 2     | 1      | 0      | 24    | 19    |
| Ньюкасл Юнайтед        | 1898/99          | 29   | 18   | 2     | 2     | 0      | 0      | 31    | 20    |
| Ньюкасл Юнайтед        | 1899/00          | 27   | 15   | 2     | 1     | 0      | 0      | 29    | 16    |
| Ньюкасл Юнайтед        | 1900/01          | 33   | 16   | 1     | 1     | 0      | 0      | 34    | 17    |
| Ньюкасл Юнайтед        | 1901/02          | 16   | 8    | 2     | 0     | 0      | 0      | 18    | 8     |
| Ньюкасл Юнайтед        | Итого            | 125  | 74   | 10    | 6     | 1      | 0      | 136   | 80    |
| Манчестер Юнайтед      | 1902/03          | 30   | 11   | 6     | 4     | 0      | 0      | 36    | 15    |
| Манчестер Юнайтед      | 1903/04          | 0    | 0    | 0     | 0     | 0      | 0      | 0     | 0     |
| Манчестер Юнайтед      | 1904/05          | 32   | 17   | 0     | 0     | 0      | 0      | 32    | 17    |
| Манчестер Юнайтед      | 1905/06          | 34   | 18   | 3     | 2     | 0      | 0      | 37    | 20    |
| Манчестер Юнайтед      | 1906/07          | 16   | 6    | 0     | 0     | 0      | 0      | 16    | 6     |
| Манчестер Юнайтед      | Итого            | 112  | 52   | 9     | 6     | 0      | 0      | 121   | 58    |
| Плимут Аргайл (аренда) | 1903/04          | 40   | 14   | 6     | 6     | 0      | 0      | 46    | 20    |
| Плимут Аргайл (аренда) | Итого            | 40   | 14   | 6     | 6     | 0      | 0      | 46    | 20    |
| Харт оф Мидлотиан      | 1906/07          | 6    | 4    | 6     | 1     | 1      | 0      | 13    | 5     |
| Харт оф Мидлотиан      | 1907/08          | 5    | 1    | 0     | 0     | 2      | 0      | 7     | 1     |
| Харт оф Мидлотиан      | Итого            | 11   | 5    | 6     | 1     | 3      | 0      | 20    | 6     |
| Всего за карьеру       | Всего за карьеру | 327  | 157  | 38    | 28    | 4      | 0      | 369   | 185   |